# IC 133
IC 133 је дио галаксије (напримјер сјајан HII регион) у сазвјежђу Троугао која се налази на листи објеката дубоког неба у Индекс каталогу.
Деклинација објекта је + 30° 53' 5" а ректасцензија 1h 33m 15,8s. Привидна величина (магнитуда) објекта IC 133 износи 14,0. IC 133 је још познат и под ознакама HII+OCL in M 33.